# أندريه روسي
أندريه روسي (بالفرنسية: André Rossi) هو سياسي فرنسي، ولد في 16 مايو 1921 في منتون في فرنسا، وتوفي في 22 أغسطس 1994 في باريس في فرنسا. حزبياً، نشط في الاتحاد من أجل الديمقراطية الفرنسية والحزب الراديكالي وRepublican, Radical and Radical-Socialist Party ‏.

## مناصب
- في انتخابات البرلمان الأوروبي 1979، انتخب عضو في البرلمان الأوروبي عن دائرة فرنسا لترشحه ضمن قائمة الحزب الراديكالي، وقد انضم خلال فترته النيابية (17 يوليو 1979 – 23 يوليو 1984) للكتلة البرلمانية مجموعة حزب الديمقراطيين الليبراليين والإصلاحيين الأوروبيين [الإنجليزية]‏.
- في انتخابات البرلمان الأوروبي 1984، انتخب عضو في البرلمان الأوروبي عن دائرة فرنسا لترشحه ضمن قائمة الحزب الراديكالي، وقد انضم خلال فترته النيابية (24 يوليو 1984 – 6 سبتمبر 1986) للكتلة البرلمانية مجموعة حزب الديمقراطيين الليبراليين والإصلاحيين الأوروبيين [الإنجليزية]‏.
- انتخب نائب فرنسي عن دائرة Aisne's 5th constituency [الإنجليزية]‏ خلال فترته النيابية  [لغات أخرى]‏ (2 أبريل 1993 – 22 أغسطس 1994).
- انتخب نائب فرنسي عن دائرة Aisne's 5th constituency [الإنجليزية]‏ خلال فترته النيابية  [لغات أخرى]‏ (23 يونيو 1988 – 1 أبريل 1993).
- انتخب نائب فرنسي عن دائرة  خلال فترته النيابية  [لغات أخرى]‏ (2 أبريل 1986 – 14 مايو 1988).
- انتخب نائب فرنسي عن دائرة  خلال فترته النيابية  [لغات أخرى]‏ (3 أبريل 1978 – 22 مايو 1981).
- انتخب نائب فرنسي عن دائرة  خلال فترته النيابية  [لغات أخرى]‏ (2 أبريل 1973 – 8 يوليو 1974).
- انتخب نائب فرنسي عن دائرة  خلال فترته النيابية  [لغات أخرى]‏ (11 يوليو 1968 – 1 أبريل 1973).
- انتخب نائب فرنسي عن دائرة  خلال فترته النيابية  [لغات أخرى]‏ (3 أبريل 1967 – 30 مايو 1968).
- انتخب نائب فرنسي عن دائرة  خلال فترته النيابية  [لغات أخرى]‏ (6 ديسمبر 1962 – 2 أبريل 1967).
- انتخب رئيس بلدية شاتو تييري (22 مارس 1971 – 19 مارس 1989).
- انتخب نائب فرنسي عن دائرة  خلال فترته النيابية  [لغات أخرى]‏ (9 ديسمبر 1958 – 9 أكتوبر 1962).

## روابط خارجية
- أندريه روسي على موقع مونزينجر (الألمانية)